# 樋口典常

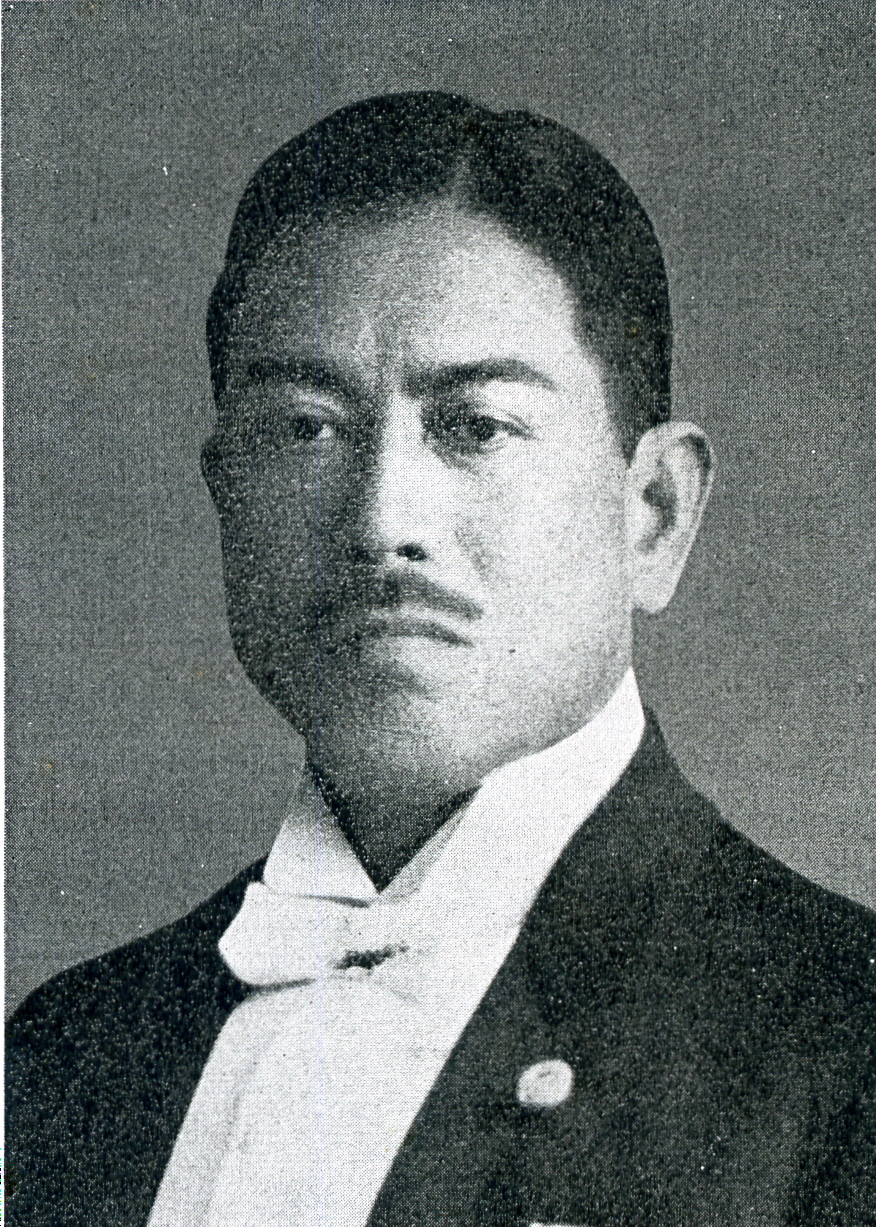
樋口典常

樋口 典常（ひぐち のりつね、慶応4年1月18日（1868年2月11日） - 昭和21年（1946年）5月8日）は、日本の衆議院議員（立憲政友会→昭和会）、鉄道政務次官。

## 経歴
筑後国八女郡長峰村（現在の福岡県八女市）出身。1890年（明治23年）、東京法学院（現在の中央大学）法律科を卒業。福岡県会議員に選ばれた。
1912年（明治45年）、第11回衆議院議員総選挙に出馬し、当選を果たした。
その後、台湾総督府評議会員、台湾農林株式会社社長、台湾製塩株式会社取締役を務めた。
1923年（大正12年）、衆議院補欠選挙に当選。第17回衆議院議員総選挙と第18回衆議院議員総選挙で再選され、その間に岡田内閣で鉄道政務次官を務めた。
1935年（昭和10年）には昭和会の結党に参加した。